# Адамо, Антонио
Антонио Адамо (р. 30 июля 1957 года, Неаполь, Италия) — итальянский порнорежиссёр. Обладатель премий AVN Awards. Известен своими крупномасштабными порнофильмами с насыщенными сюжетами, не лишёнными философского подтекста.

## Биография
Адамо родился в Неаполе, 30 июля 1957 года. Свой первый фильм снял в 1999 году. Основал свою студию «Antonio Adamo films» («Preziosa») которая выпустила всего четыре фильма. Большинство фильмов снял на студии «Private Media Group». Большинство фильмов были показаны в России в урезанном виде. По неподтверждённым данным, также снимает фильмы под псевдонимом Ди Сальво.
Произведениям Антонио Адамо присущ масштабный интерьер, внимание к красивой архитектуре, необычные сюжеты и разноплановый разнонациональный актёрский состав в каждом фильме. В своих кинокартинах он изображает жизнь буржуазии и в данном контексте изучает темы супружеской измены, женской бисексуальности, вуайеризма, эксгибиционизма и садомазохизма.

## Избранная фильмография
Большинство из фильмов Антонио Адамо переводились на русский язык и демонстрировались в России.
- «Private Penthouse 8: Eve, Insane Obsession» (2001)
- «Private Movies 5: Pleasure Island» (2002)
- «Личный гладиатор» (2002)
- «Клеопатра» (2003)
- «Весь этот секс» (2003)
- «Private Gold 58: Calendar Girl» (2003)
- «Private Gold 63 Sex Experiment» (2004)
- «Senza pudore» (2005)
- «Private Black Label 43: Da Vinci» (2006)
- «Code Name: Mata-Hari» (2006)

## Награды
- Был удостоен премии AVN Awards в 2003 году за «лучший иностранный фильм» «Личный гладиатор»[1].
- Был удостоен премии Venus Award в 2003 году, за фильм «Клеопатра»[2].